# Winter World University Games 2025/Snowboard
Bei den Winter World University Games 2025 wurden 10 Wettkämpfe im Snowboard ausgetragen.

## Bilanz

### Medaillenspiegel
| Platz  | Land        | 00 | 00 | 00 | Gesamt |
| ------ | ----------- | -- | -- | -- | ------ |
| 1      | Frankreich  | 3  | 2  | 1  | 6      |
| 2      | Österreich  | 2  | 1  | 1  | 4      |
| 3      | Slowenien   | 2  | –  | –  | 2      |
| 4      | Italien     | 1  | 2  | 2  | 5      |
| 5      | Bulgarien   | 1  | –  | –  | 1      |
| 5      | Japan       | 1  | –  | 1  | 2      |
| 7      | Kanada      | –  | 1  | 1  | 2      |
| 8      | Niederlande | –  | 1  | –  | 1      |
| 8      | Spanien     | –  | 1  | –  | 1      |
| 8      | Südkorea    | –  | 1  | –  | 1      |
| 11     | Deutschland | –  | –  | 2  | 1      |
| 12     | Argentinien | –  | –  | 1  | 1      |
| Gesamt | Gesamt      | 10 | 10 | 10 | 30     |

### Medaillengewinner

#### Männer
| Disziplin             | Gold            | Silber         | Bronze               |
| --------------------- | --------------- | -------------- | -------------------- |
| Big Air               | Ryoji Fujiya    | Noé Petit      | Moritz Breu          |
| Slopestyle            | Noé Petit       | Thom Vogel     | Liam Garandel        |
| Parallel-Riesenslalom | Terwel Samfirow | Ma Jun-ho      | Fabian Lantschner    |
| Parallel-Slalom       | Matthäus Pink   | Simon Dorfmann | Alexander Kraschnjak |
| Snowboardcross        | Quentin Sodogas | Bernat Ribera  | Umito Kirchwehm      |

#### Frauen
| Disziplin             | Gold                | Silber          | Bronze            |
| --------------------- | ------------------- | --------------- | ----------------- |
| Big Air               | Tinkara Tanja Valcl | Holly Meg Smith | Amy McCarthy      |
| Slopestyle            | Tinkara Tanja Valcl | Amy McCarthy    | Abril Luz Casco   |
| Parallel-Riesenslalom | Carmen Kainz        | Elisa Fava      | Noa Kanazawa      |
| Parallel-Slalom       | Elisa Fava          | Carmen Kainz    | Martina Ankele    |
| Snowboardcross        | Camille Poulat      | Margaux Herpin  | Marika Savoldelli |